# Spiegelkolonie

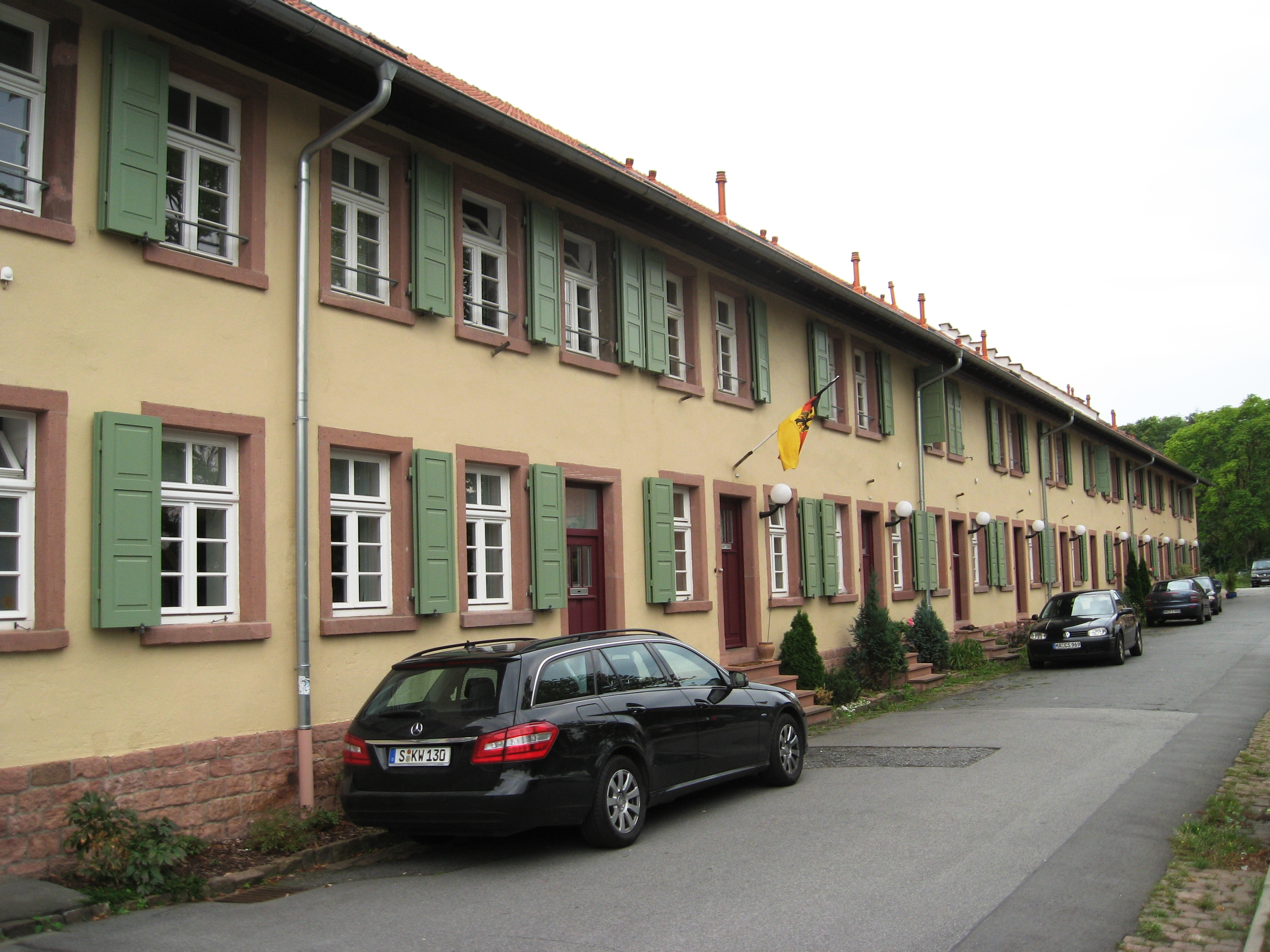
Erhaltene Wohnzeile der Spiegelkolonie; Straßenseite

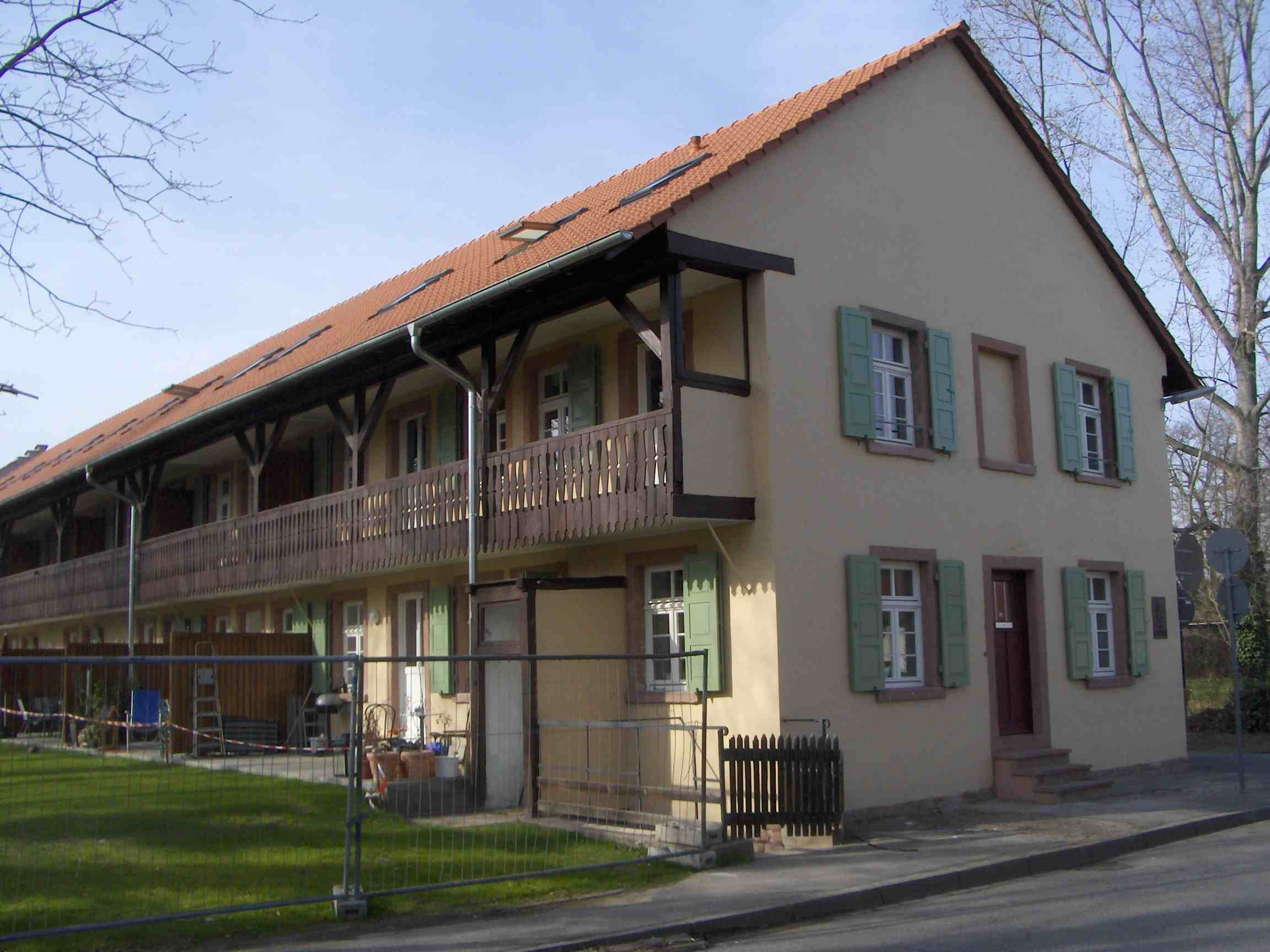
Erhaltene Wohnzeile der Spiegelkolonie; Gartenseite mit Laubengang

Die Spiegelkolonie ist die älteste Arbeiterwohnsiedlung in Mannheim und eine der ältesten Einrichtungen ihrer Art in Deutschland. Sie gilt als bedeutendes Beispiel des frühen Werkswohnungsbaus. Errichtet wurde sie ab 1852 mit der Ansiedelung einer Spiegelfabrik der Pariser Spiegelglasmanufaktur Saint Gobain für die aus Frankreich mitgebrachten Arbeiter im damaligen badischen Dorf Waldhof, das heute ein Stadtteil von Mannheim ist.
Die 19 Arbeiterwohnblöcke wurden in kostengünstiger und platzsparender Reihenbauweise erstellt. Hinzu kamen Häuser für leitende Beamte und die Direktorenvilla mit Park. Die Siedlung verfügte neben Kindergarten, Schule und evangelischer wie katholischer Kirche auch über eine ambulante Krankenstation. Da die Arbeiter aus Lothringen kamen und ihre Familien mitbrachten, war die Siedlung zunächst eine rein französische Kolonie.
In den 1960er Jahren wurde die Siedlung fast vollständig abgerissen, erhalten blieb lediglich das ehemalige Kantinengebäude, ein Beamtenhaus und ein Wohnblock von 1865. Nachdem auch die letzten Gebäude zu verfallen drohten, konnte durch die Initiative lokaler Politiker die Finanzierung einer Sanierung der mittlerweile denkmalgeschützten Objekte erreicht werden, welche 2005 abgeschlossen werden konnte.
Eine Gedenktafel erinnert heute an den berühmtesten Bewohner der Siedlung, Sepp Herberger, der hier 1897 geboren wurde.